# Поппенхаузен (Вассеркуппе)
Поппенхаузен (нем. Poppenhausen) — община в Германии, в земле Гессен. Подчиняется административному округу Кассель. Входит в состав района Фульда. Население составляет 2597 человек (на 31 декабря 2010 года). Занимает площадь 40,77 км².

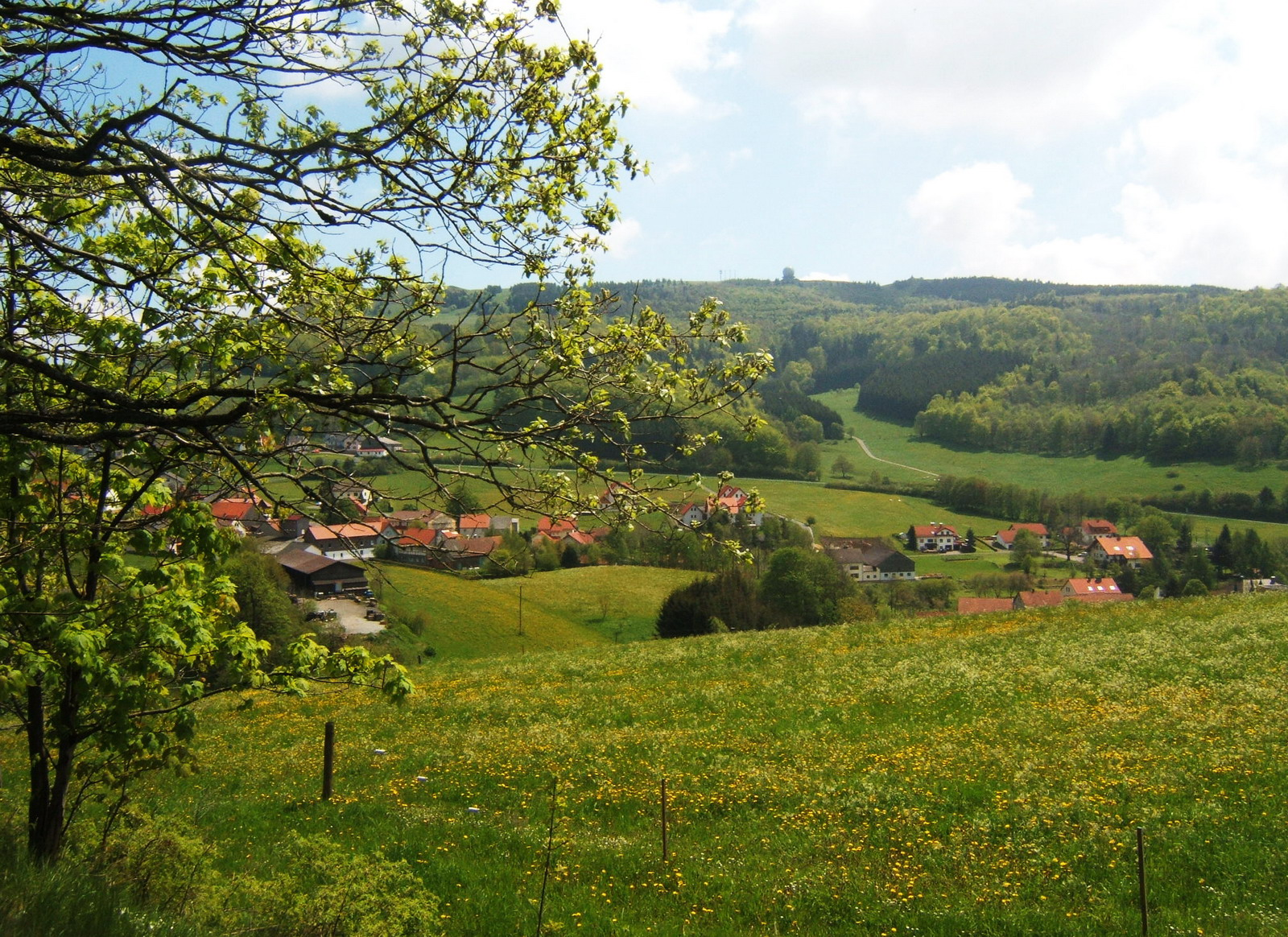
Поппенхаузен (Вассеркуппе)